# بوردونی
بوردونی (به فرانسوی: Bourdonnay) یک کمون در فرانسه است که در Canton of Vic-sur-Seille واقع شده‌است.

## خصوصیات
بوردونی ۱۷٫۴ کیلومترمربع مساحت و ۲۵۹ نفر جمعیت دارد و ۳۲۰ متر بالاتر از سطح دریا واقع شده‌است.